# Ван Леувен, Трой
Трой Дин Ван Леувен (англ. Troy Dean Van Leeuwen, род. 5 января 1970 года, Лос-Анджелес, Калифорния, США)  — американский продюсер и музыкант. Трой занимался музыкой с детства, и в 13 лет начал осваивать гитару. Вскоре Ван Леувен стал играть в местных группах типа Jester, 60 Cycle а позже и в Failure. В те же времена он работал как сессионный музыкант в разных коллективах, и встретил Билли Хаурдела, который позже пригласил Троя в супер-группу A Perfect Circle. Их дебютный альбом Mer de Noms стал рекордным среди рок-групп, так как за первую неделю разошлось его 188,000 копий.
Записав три трека для второго альбома A Perfect Circle, в 2002 Ван Леувен присоединился к группе Queens of the Stone Age, где стал играть на гитаре, слайд гитаре и клавишных. С этим коллективом он записал три студийных альбома: Lullabies to Paralyze в 2005, Era Vulgaris в 2007 и ... Like Clockwork в 2013. Помимо этого Трой работал с The Desert Sessions, Mondo Generator, Eagles of Death Metal и The Gutter Twins. Первый сайд-проект Enemy Ван Леувен основал в 2005, однако сейчас он занят своей новой группой Sweethead.

## Биография

### Ранняя жизнь и начало карьеры
Трой родился 5 января 1970 года в Лос-Анджелесе, Калифорния. Его фамилия голландская (предки Троя — из Нидерландов, а сам Ван Леувен называет себя американцем третьего поколения). В силу того, что его отец слушал старый рок-н-ролл типа Чака Берри, Трой в раннем возрасте начал увлекаться музыкой. Большое влияние в плане игры на него оказали Led Zeppelin. Первоначально играя на ударных, Ван Леувен стремился подражать Джону Бонэму, но позже он переключился на гитару и обнаружил, что у него к ней склонность. Он отмечает влияние Джимми Пейджа:
Должен сказать, что Джимми Пейдж был первым, кто повлиял на меня как на гитариста. Было так много текстур и различных звуков, которые он получал. Его риффы были, несомненно, прекрасны. Каждый. Даже ошибки, которые он допускал, были прекрасны. Так что для меня это было первым значительным влиянием.
В конце 80-х Трой играл в успешной калифорнийской банде Jester, с которой он выпустил EP, что является первым и наиболее раритетным релизом 16-летнего Ван Леувена. Затем он играл в маленькой группе Little Boots, с которой записал несколько демо и отыграл пару концертов, после чего коллектив распался. Следующей группой была 60 Cycle, которая в 1995 году выпустила дебютный Pretender, и одноимённый альбом в следующем году. В то время Трой встретил Келли Скотта (Kellii Scott), с которым начал работать над проектом (что позже стал известен как Enemy). Затем Ван Леувен начал играть в Failure. Группа выпустила три записи, и, не став коммерчески-успешной, получила хорошие отзывы критиков, которые назвали группу талантливой и чуть ли не революционной. Во время тура с Failure Ван Леувен познакомился с Джошем Оммом, который на тот момент играл в Screaming Trees. После распада Failure Трой стал сессионным музыкантом и продюсером, начал работать с такими группами как Orgy, Crazy Town, Coal Chamber и KoRn.

### A Perfect Circle
Во времена, когда Трой работал сессионным музыкантом, он познакомился с фронтменом Tool Мэйнард Джеймс Кинаном, который предложил поиграть в новой группе A Perfect Circle. Так как коллектив состоял из талантливых музыкантов, Ван Леувен принял предложение. Отыграв несколько концертов в Лос-Анджелесе, группа приступила к записи альбома. После завершения работы над Mer de Noms, группа отправилась в тур, поначалу открывая выступления Nine Inch Nails в 2000 году. Со временем банда начала выступать и в роли хедлайнеров по всему миру. Mer de Noms был выпущен 23 мая 2000, в то время пока группа была в туре. Альбом является рекордным дебютом для нового коллектива, так как за первую неделю было продано его 188,000 копий; также релиз разместился на четвёртом месте в чарте Billboard 200. Записав гитарные партии только для трёх треков второго альбома Thirteenth Step, Трой стал сотрудничать с Queens of the Stone Age.

### Queens of the Stone Age
Превзойдя Джорди Уайта и многих других во время прослушивания, Ван Леувен стал вторым гитаристом в туре Songs For The Deaf. Помимо игры на гитаре, Трой представлял слайд-гитару, клавишные, бэк-вокал и иногда бас. Так как у Queens of the Stone Age был плотный график, Ван Леувену необходимо было выучить 30 песен за неделю до начала тура.
Первым альбомом, записанным с Queens of the Stone Age, стал Lullabies to Paralyze. Трой старался заполнить те пробелы в музыке, которые, он чувствовал, можно было бы заполнить атмосферными и эмбиентовыми текстурами гитары, слайд-гитары и пианино. Будучи официально выпущенным 22 марта 2005 года в США, альбом дебютировал под номером 5 в Billboard Music Chart: на сегодняшний день это наилучший результат для QOTSA. 22 ноября 2005 года был выпущен концертный альбом на DVD под названием Over the Years and Through the Woods. За альбомом последовал тур.
В июле 2006 группа вновь засела в студию. В вышедший в 2007 альбом Era Vulgaris Ван Леувен сделал значительный вклад. В июле Трой заявил, что Queens of the Stone Age пишет новый, «всё ещё в зачаточном состоянии» материал. Предполагалось, что выйдет EP, который будет включать в себя около 10 B-сайдов Era Vulgaris. Однако мини-альбом не был выпущен.
В 2012 Queens of the Stone Age принялись записывать новый альбом ... Like Clockwork.

## Другие проекты
В 2005 Трой со своим сайд-проектом Enemy выпустил Hooray For Dark Matter. На альбоме присутствуют басист Эдди Наппи из группы Марка Ланегана и бывший коллега из Failure барабанщик Келли Скотт (который позже была заменена Аланом Кейджем из Quicksand). Ван Леувен описывал Enemy как «большое, молчаливое рок-трио». Пока Трой играл в A Perfect Circle, Enemy записали 5 демо на разных студиях, что гитарист назвал «партизанской записью». После присоединения к Queens of the Stone Age Ван Леувен участвовал в разных проектах членов группы: The Desert Sessions, Mondo Generator, Eagles of Death Metal, The Gutter Twins и на сольнике Марка Ланегана Bubblegum. После завершения тура в поддержку Era Vulgaris, Трой начал тур со своим сайд-проектом Sweethead.

## Музыкальное оборудование
По словам Троя, Queens of the Stone Age (и Омм в частности) имеет «завесу тайны» если дело касается оборудования, с целью сохранить уникальный гитарный звук. Тем не менее, в конечном счете Трой поделился некоторой информацией о своём выборе. Он предпочитает полуакустические гитары из-за их естественного резонанса. Все гитары оснащены разнообразными звукоснимателями Seymour Duncan. Трой также утверждает, что оборудование, которое он использует на концертах, значительно отличается от того, что он использует при записи, в частности потому, что он считает винтажное оборудование ненадёжным для туров.
После увольнения Ника Оливери из Queens of the Stone Age, Трой также играл на басу Epiphone Rivoli во время некоторых записей и тура в поддержку Lullabies to Paralyze. На Era Vulgaris Трой представляет соло-гитару, клавишные, слайд-гитару, бас и бэк-вокал.

### Гитары
- Yamaha SA503 TVL — стандартный дроп E
- Yamaha AES1500 — полый корпус, стандартный дроп C
- Gibson Les Paul — Трой использовал несколько разных гитар, в частности на протяжении тура Songs For The Deaf
- Gibson ES-135 — какое-то время была основной гитарой
- Fender Telecaster Deluxe — переиздание 1972 «модели Кита Ричардса»
- Fender Telecaster Custom — используется с Era Vulgaris и позже для песен с стандартным дропом E
- Fender Jaguar — используется с Era Vulgaris и позже
- Fender Jazzmaster — используется с Era Vulgaris и позже
- Fender Blacktop Jaguar — использовалась в последнем туре
- Squier Vintage Modified Jazzmaster — использовалась в последнем туре
- Burns Double Six — 12-струнная модель
- Epiphone Supernova — подписана Ноэлом Галлахером в Манчестер Сити
- Yamaha SG2000 — использовалась недавно
- Разные модели Maton — Трой иногда использовал цельнокорпусные Maton во время тура Songs For The Deaf и полу-полые во время записи Lullabies to Paralyze
- Chandler Lap Steel guitar — корпус из красного дерева и лады из пальмового; настроена Open E
- Silver Hercos .75mm picks — такие же медиаторы использовал Джимми Пейдж

### Эффекты
| - BOSS SD-1 SUPER OverDrive - BOSS DD-3 Digital Delay - BOSS RV-5 Digital Reverb - D*A*M Rooster - D*A*M Meathead - DigiTech Whammy - DigiTech Double Play Chorus - Dunlop Cry Baby Wah-wah - Dunlop Rotovibe - Dunlop Univibe | - Ernie Ball Volume Pedal - Fulltone Mini-Deja Vibe - Guyatone Spring Reverb - Jacques MS-2 MeisterSinger Analog Chorus - Korg DT-10 Tuner - Lexicon Vortex Reverb - Line 6 DL4 - Line 6 MM4 - Maxon FL-9 Flanger - Maxon OD-9 Overdrive | - MXR Dyna Comp - MXR Q-Zone - MXR Carbon Copy - TC Electronic G-Force - TC Electronic FireWorx - TC Electronic FlashBack Delay & Looper - TC Electronic Hall Of Fame Reverb - Voodoo Lab GCX Audio Switcher - Voodoo Lab Ground Control Pro - Voodoo Lab Pedal Power 2 Plus |  |

### Усилители
"Многие гитаристы используют только соло, что бы показать кто они. Я могу лабать когда мне надо, но, в конце концов, я заинтересован играть то, что требует песня — даже если это значит не играть вообще."
- Ampeg VT 22 Combo — винтажная модель 1970-х; используется с Orange 4x12 Cabinet, или с Ampeg 2x12 Cab
- Vox AC-50 CPH Classic Plus head — используется для слайд-гитары и Vox CPH 2x12 Cabinet (у Ван Леувена есть 2 Vox CPH 2x12 Cabs); Ван Леувен иногда использует AC50 head для гитары в сочетании с Vox CPH 4x12 Cab[16]
- Vox Brian May Special — для высоких частот
- Vox AC-15 — для концерта в соляной шахте
- Bad Cat Black Cat Amplifiers — 30 ваттный комбик для живых выступлений; иногда с Ampeg 2x12 Cab, Ampeg V4 amp head[17]
- Bad Cat Cub Amplifier — 30 ваттный комбик для записи; Ван Леувен использует его с одним из многих Ampeg V4 Amp heads Омма и с вышеуказанными
- 1963 Fender Bassman — с Marshall 4x12 Cabinet
- Vox AC30HH — в туре 2011 года с Vox CPH 2x12 Cab

## Дискография
Ван Леувен появлялся на разных альбомах многих исполнителей, и является музыкантом широкого спектра жанров.
| Год  | Исполнитель               | Песня или альбом                     | Обязанности                                                  |
| ---- | ------------------------- | ------------------------------------ | ------------------------------------------------------------ |
| 1986 | Jester                    | Jester                               | гитара                                                       |
| 1995 | 60 Cycle                  | Pretender                            | гитара                                                       |
| 1996 | 60 Cycle                  | 60 Cycle                             | гитара                                                       |
| 1998 | Korn                      | Freak On A Leash                     | звукоинженер                                                 |
| 1998 | Orgy                      | Candyass                             | гитара                                                       |
| 1999 | Coal Chamber              | Chamber Music                        | клавишные, технический ассистент                             |
| 1999 | Crazy Town                | The Gift of Game                     | дополнительная гитара, программный ассистент                 |
| 1999 | Deadsy                    | Commencement                         | гитара                                                       |
| 2000 | Professional Murder Music | Professional Murder Music            | гитара                                                       |
| 2000 | A Perfect Circle          | Mer de Noms                          | гитара                                                       |
| 2000 | Orgy                      | Vapor Transmission                   | гитара                                                       |
| 2001 | Limp Bizkit               | New Old Songs                        | гитара                                                       |
| 2003 | UNKLE                     | Never, Never, Land                   | гитара                                                       |
| 2003 | A Perfect Circle          | Thirteenth Step                      | гитара                                                       |
| 2003 | Slaves on Dope            | Metafour                             | производство                                                 |
| 2003 | Mondo Generator           | A Drug Problem That Never Existed    | дополнительный исполнитель                                   |
| 2003 | The Desert Sessions       | Volume 9: I See You Hearin' Me       | гитара, бас, слайд-гитара                                    |
| 2003 | The Desert Sessions       | Volume 10: I Heart Disco             | гитара, бас, слайд-гитара                                    |
| 2004 | Failure                   | Golden                               | гитара                                                       |
| 2004 | A Perfect Circle          | aMotion                              | гитара                                                       |
| 2004 | Orgy                      | Punk Statik Paranoia                 | гитара                                                       |
| 2005 | Queens of the Stone Age   | Lullabies to Paralyze                | гитара, бас, слайд-гитара, пианино, клавишные, хлопки, вокал |
| 2005 | Queens of the Stone Age   | Over The Years And Through The Woods | гитара, бас, слайд-гитара, вокал                             |
| 2005 | Марк Ланеган              | Bubblegum                            | гитара, пианино                                              |
| 2005 | Enemy                     | Hooray For Dark Matter               | гитара, вокал, смешивание, производство                      |
| 2006 | Failure                   | Essentials                           | гитара                                                       |
| 2006 | J-AX                      | Di Sana Pianta                       | китарронэ                                                    |
| 2006 | Eagles of Death Metal     | Death by Sexy                        | исполнитель, пианино, бэк-вокал                              |
| 2007 | Queens of the Stone Age   | Era Vulgaris                         | гитара, бас, слайд-гитара, пианино, клавишные, вокал         |
| 2008 | Eagles of Death Metal     | Heart On                             | вокал                                                        |
| 2008 | The Gutter Twins          | Saturnalia                           | гитара                                                       |
| 2009 | Sweethead                 | The Great Disruptors                 | гитара, бас, бэк-вокал, производство, сведение               |
| 2009 | Sweethead                 | Sweethead                            | гитара, бас, бэк-вокал, производство, сведение               |
| 2009 | Hello=Fire                | Hello=Fire                           | бас                                                          |